# Godwinův zákon
Godwinův zákon je aforismus o internetových diskusích, který zní:
Pravděpodobnost, že se v online diskusi objeví porovnání s Hitlerem či nacisty, se s růstem délky diskuse blíží jedné.
Třebaže se to v zákoně neobjevuje výslovně, tradiční výklad říká, že jakmile se takové srovnání v diskusi objeví, příslušné diskusní vlákno skončilo a autor tohoto porovnání dotyčnou debatu prohrál. Obecně se však považuje za nevhodné takové porovnání bezdůvodně do diskuse vložit s cílem ji ukončit; takový pokus je také obvykle neúspěšný.

## Původ
Zákon je pojmenován po Miku Godwinovi, který byl v době vzniku zákona právním poradcem Electronic Frontier Foundation. Zákon vznikl při Godwinově studiu memetiky – vědy o přenosu informací v kultuře (memů). Častý zvyk démonizovat v Usenetových diskusích oponenty přirovnáním jejich názorů k nacistickým se Godwinovi zdál být „zjednodušením jak nelogickým, tak urážlivým“. V roce 1990 pak Godwin formuloval svůj protiargument, který používal ve všech diskusích, kde se podobná srovnání objevila.
Podle Richarda Sextona mohl zákon vzniknout formalizací příspěvku z 16. října 1989:
Fakt, že USENETová diskuse začíná být únavná, poznáte podle toho, že účastníci vytáhnou Hitlera a nacisty.

## Námitky a protiargumenty
Typickou námitkou proti Godwinovu zákonu je, že i přirovnání k Hitlerovi může být zcela platným diskusním argumentem. Například při debatě o kvalitách nějakého politika je možno tvrzení „Je to skvělý politik, vždyť zásadním způsobem pozdvihnul ekonomiku.“ zpochybnit odpovědí „Samotný fakt, že pozdvihnul ekonomiku, neznamená, že je skvělý politik – i Hitler pozdvihnul ekonomiku.“ Takové porovnání mohou mnozí považovat za přijatelné odvolání na Hitlera jako všeobecně známý extrémní případ, kterým lze vyvrátit univerzální platnost nějakého zobecnění.
Podle obhájců Godwinova zákona však každé takové přirovnání obsahuje neoddělitelné množství emocí a z argumentu se stává útok ad hominem. Jelikož se k Hitlerovi váže příliš mnoho negativních významů, je jakékoli přirovnání k němu přehnané, možná s výjimkou jiných despotických diktátorů. Proto Godwinův zákon zakazuje i taková porovnání, která by se na první pohled mohla zdát snesitelná.
Typická Godwinova odpověď na podobné námitky zněla, že Godwinův zákon neřeší, zda nějaké konkrétní přirovnání v konkrétní debatě je rozumné. Právě proto, že takové přirovnání v některých situacích může být platné, říká Godwin, je potřeba takové nadužívání podobných porovnání omezit. Jedině tak je možno zajistit, aby platná přirovnání tohoto druhu měla patřičný dopad.